# Frau Farbissina
Frau Farbissina (a magyar változatban Frau Farszagú)  kitalált szereplő az Austin Powers filmsorozatban, aki a gonosz Dr. Genya támadási és védelmi szakértője. Farbissina számos más filmszereplőt parodizál ki; ezek Rosa Klebb az Oroszországból szeretettel c. filmből, Irma Bunt az Őfelsége titkosszolgálatában c. filmből és egy náci tisztnő az Indiana Jones és az utolsó kereszteslovag c. filmből. 
A filmekben Mindy Sterling alakítja.

## Fordítás
- Ez a szócikk részben vagy egészben  a   Frau Farbissina című angol Wikipédia-szócikk fordításán alapul.  Az eredeti cikk szerkesztőit annak laptörténete sorolja fel. Ez a jelzés csupán a megfogalmazás eredetét és a szerzői jogokat jelzi, nem szolgál a cikkben szereplő információk forrásmegjelöléseként.